# 각의 3등분
수학에서 각의 3등분이란 주어진 각을 같은 크기의 세 각으로 나누는 일이다. 임의의 주어진 각을 3등분할 수 있는지 여부는 3대 작도 불가능문제 가운데 하나이다.
각의 삼등분 문제는 임의의 각을 삼등분하는 문제로, 임의의 크기의 각을 작도하는 사람이 자신이 의도한 크기의 각을 정확히 작도할 수 없기 때문에 일반적으로 눈금 없는 자와 컴퍼스를 이용하여 작도할 수 없다. 종이를 접거나 특수한 도구를 사용하여 주어진 각을 삼등분하는 각을 만들 수는 있지만, 이것은 눈금없는 자와 컴퍼스만을 이용한다는 문제의 조건에 어긋난다.
이 문제는 프랑스의 수학자 피에르 방첼(Pierre Wantzel)이 1837년에 60도를 삼등분하는 작도가 불가능함을 보임으로써 끝이 났다. 이것은 주어진 어떤 각도 삼등분할 수 없다는 뜻이 아니다. 직각을 비롯한 무한히 많은 각을 자와 컴퍼스만으로 삼등분할 수 있지만, 한편 자와 컴퍼스만으로 삼등분할 수 없는 각 또한 무수히 많다는 뜻이다. 예를 들어 60도의 경우 3배각 공식을 이용해 방정식으로 나타낼 경우 삼차 방정식의 형태로 나타낼 수 있고, 이 식에서의 양의 실수 해는 세제곱근이 들어가므로 60도를 3등분한 각인 20도는 작도할 수 없다.
임의의 각은 삼등분이 불가능하며, 특정 각의 경우에도 상술했듯 삼등분이 가능한 각과 불가능한 각이 있다. 삼등분이 가능한 각은 다음과 같다.
- 직각은 삼등분 작도를 할 수 있다.
- 삼등분 작도를 할 수 있는 각의 2배각과 절반각도 삼등분 작도가 가능하다.
  - 역으로, 삼등분 작도를 할 수 없는 각의 2배각과 절반각도 삼등분 작도를 할 수 없다.
- 삼등분 작도를 할 수 있는 각의 3배각도 삼등분 작도를 할 수 있으나, 1/3 크기의 각은 삼등분 작도를 할 수 없을 경우도 있다. (예: 직각 → 30도)
  - 역으로, 삼등분 작도를 할 수 없는 각의 1/3 크기의 각은 삼등분 작도를 할 수 없으나, 3배각은 삼등분 작도를 할 수 있을 경우도 있다.

이 조건에 의하면 삼등분 작도가 가능한 각은 직각을 포함하여 45도, 22.5도, 11.25도, 135도, 67.5도, 33.75도 등이 있다. 즉, 9의 배수, 4.5의 배수, 2.25의 배수인 각이 삼등분 작도가 가능하다.

## 작도불가능성
피에르 방첼이 처음 증명했다.
각 3θ가 주어졌을 때 각 θ를 구하는 것이므로, 이는 cos3θ 가 주어졌을 때 cosθ를 구하는 것으로서
cos3θ=4cos³θ-3cosθ
이므로, cosθ=x 라 놓으면
4x³-3x=cos3θ

## 3등분을 하는 다른 방법
작도의 조건을 만족하지 않는 방법으로는 각의 3등분을 할 수 있다.

### 종이접기 작도
종이접기를 통해 각의 삼등분을 할 수 있다.

### 보조 곡선을 이용하는 법
달팽이꼴 등의 3등분 곡선을 이용하여 3등분을 할 수 있다.

### 눈금있는 자를 이용하는 방법
작도와 달리 눈금있는 자를 이용하면 삼등분이 가능하다. 이를 뉴시스 작도라고 한다. 각의 3등분을 해주는 도구로는 작도할 수 없는 정십일각형의 작도가 가능한 등 3등분기보다 강력한 도구이다.

### 토마호크이용
토마호크는 각의 삼등분을 해주는 도구의 하나이다.

## 같이 보기
- 3대 작도 불가능 문제
- 작도가능한 수